# Pan Zhanle
Pan Zhanle (chinesisch 潘展乐, * 4. August 2004 in Wenzhou) ist ein chinesischer Schwimmer. Er ist der Olympiasieger über 100 m Freistil der Olympischen Sommerspiele 2024 in Paris.

## Karriere
Pan nahm 2022 erstmals an Schwimmweltmeisterschaften teil. Er wurde dabei Vierter über 100 m Freistil. Seine erste Medaille bei Weltmeisterschaften gewann er 2023 in Fukuoka, wo er mit der chinesischen 4 × 100-m-Lagenstaffel eine Silbermedaille gewann. Über 100 m Freistil wurde er erneut Vierter.
Bei den Asienspielen im Herbst 2023 gewann Pan sieben Medaillen, davon dreimal Gold. Über 100 m Freistil erreichte er dabei erstmals eine Zeit von unter 47 Sekunden, was vor ihm nur vier anderen Männern gelungen war.
2024 in Doha wurde Pan in vier Wettbewerben Weltmeister: über 100 m Freistil und in drei Staffelwettbewerben. Als Startschwimmer der chinesischen 4 × 100-m-Freistilstaffel stellte Pan dabei einen neuen Weltrekord von 46,80 s auf, was den bisherigen Weltrekord von David Popovici aus dem Jahr 2022 um 0,06 s verbesserte.